# Thermeola atala
Thermeola atala là một loài bướm đêm thuộc phân họ Arctiinae, họ Erebidae.